# Historia de Islandia
La historia de Islandia es corta en comparación con la mayoría de los países europeos, ya que la presencia humana en la isla comienza a finales del siglo IX. También desde un punto de vista geológico, Islandia es una isla joven, pues se formó hace aproximadamente 20 millones de años tras una serie de erupciones volcánicas submarinas en la dorsal mesoatlántica. Las muestras de roca más antiguas datan de hace ca. 16 millones de años.

## Descubrimiento y colonización

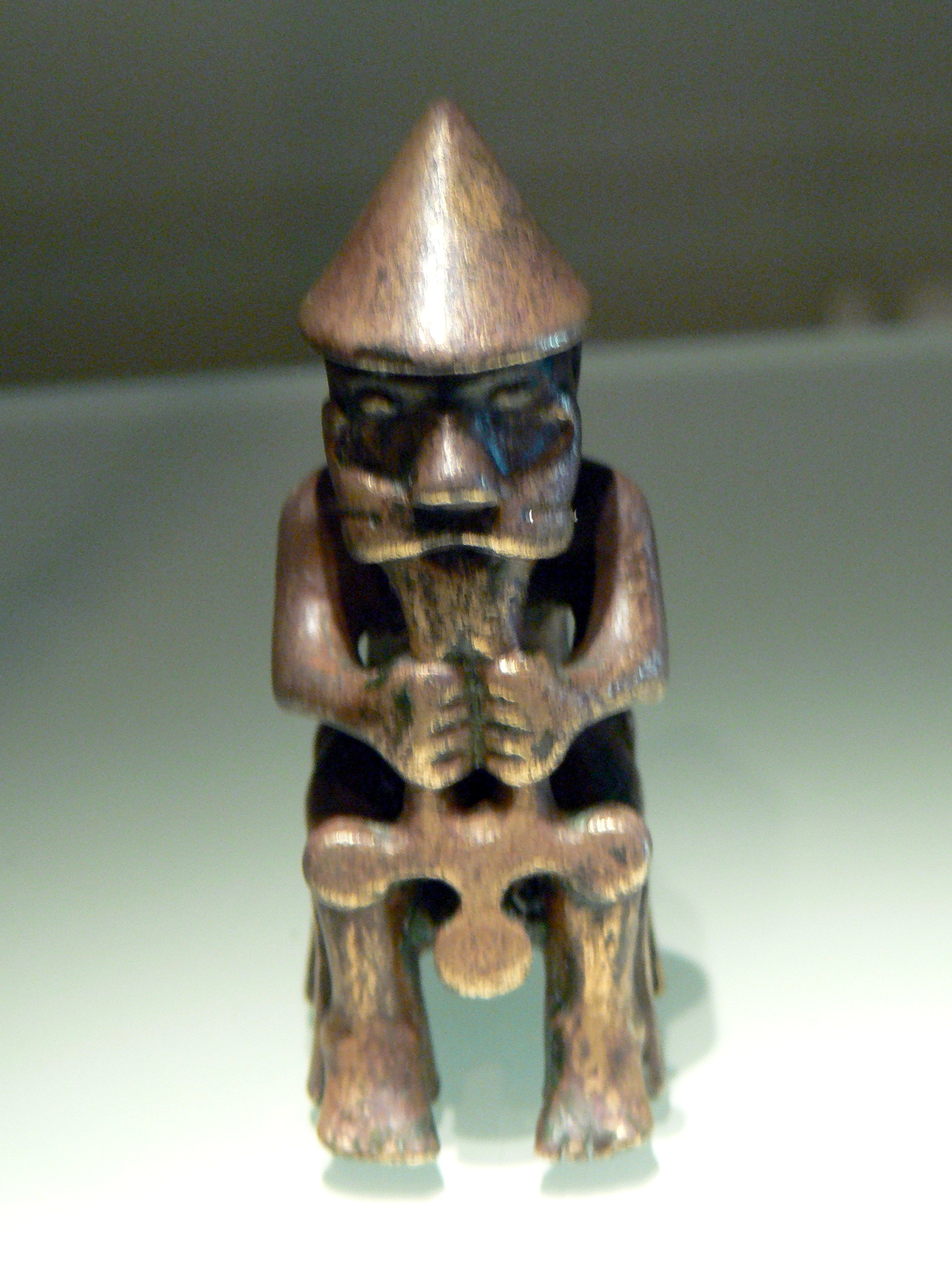
Imagen del dios Thor conocido como "Estatua de Eyrarland", encontrado en Islandia.

Islandia, una isla entre Noruega y Groenlandia, permaneció durante largo tiempo como una de las islas más grandes del mundo sin población humana. Islandia ha sido considerada por algunos como la tierra que el marino griego Piteas llamó Thule, pero la hipótesis no se sostiene en la descripción de una tierra poblada y abundante en leche, miel y fruta. Algunos investigadores no soslayan la posibilidad de un cambio climático, y consideran que el nombre de la vecina Groenlandia (tierra verde) podría indicar condiciones más favorables en el pasado.
Los primeros colonos fueron los vikingos en el siglo IX, cuando centenares de personas emigraron debido a la falta de tierra cultivable en los países escandinavos y a las guerras civiles provocadas por la ambición de Harald I de Noruega. Antes de ellos solo habían estado de visita monjes irlandeses, que dejaron báculos y otros objetos eclesiásticos registrados en las sagas islandesas.
En 1904, 1923 y 1933 fueron descubiertas en Islandia 3 monedas romanas del siglo III, acuñadas durante el gobierno de los emperadores Aureliano, Probo y Diocleciano. La teoría más aceptada es que fueron llevadas ahí en una época bastante posterior.
Por fuentes literarias se sabe que Islandia fue visitada por primera vez por monjes irlandeses (siglo VIII), que fueron expulsados por colonos vikingos a fines del siglo IX. Sin embargo, no se han hallado vestigios arqueológicos de tales asentamientos. El geógrafo irlandés Dicuil menciona en su libro De mensura Orbis terrae (ca. 825) un país de nombre Thule, con el que podría referirse bien a Islandia o al norte de Noruega, donde la oscuridad reina durante el invierno, pero en el verano la luz es tan fuerte que arranca los colores de las ropas.
El historiador islandés Ari Þorgilsson escribió en el Íslendingabók (inicios del siglo XII) que los primeros colonos noruegos encontraron pequeñas campanas que habían sido utilizadas por los monjes irlandeses, pero no hay pruebas arqueológicas que sostengan esa aseveración.

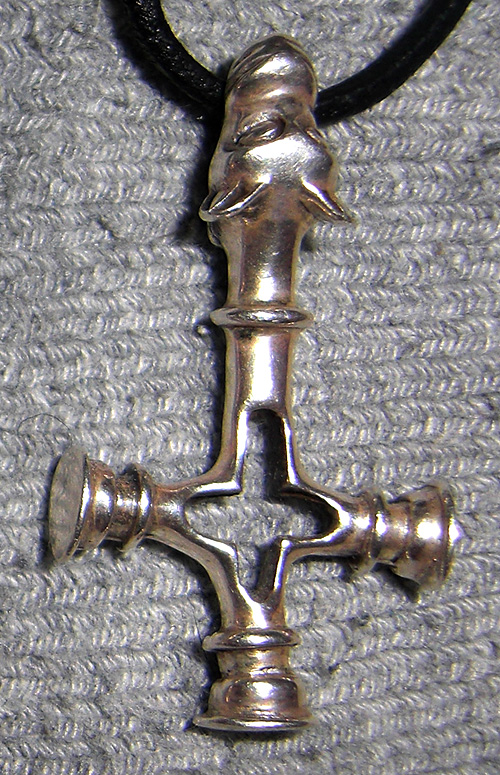
Mjölnir de Fossi, (de cruz invertida o cabeza de bestia) descubierto en Islandia.

Además del Islendigabók, los primeros asentamientos nórdicos son también descritos en el Landnámabók (finales del siglo XII). A mediados del siglo IX, marinos nórdicos alcanzaron las islas Shetland y las Feroe. Algunos de esos marinos se desviaron en su ruta y llegaron a la desconocida Islandia. Según el Landnámabók, el primer noruego en pisar Islandia fue un nombre procedente de la provincia de Agder llamado Naddoddr, que solo permaneció en la isla por un breve tiempo. Cuando regresó a Noruega, llamó la isla Snæland (Tierra de nieve). El nombre con el que el país sería conocido posteriormente, Island (Tierra de hielo), fue de Hrafna-Flóki Vilgerðarson, también conocido como Hrafna-Flóki (Cuervo-Flóki), quien pasó el invierno en la playa de Barðaströnd, en el fiordo Breida. La primera persona en pasar el invierno en sus tierras fue sin embargo el sueco Gardar Svavarsson.
De acuerdo al Landnámabók, el primer asentamiento permanente fue fundado en Reikiavik en 874 por Ingólfur Arnarson, en el mismo lugar donde actualmente se asienta la capital islandesa. Las investigaciones arqueológicas han demostrado que en el área de la ciudad actual hubo un asentamiento en la década de 870. En los siguientes años llegaron más colonos procedentes de Noruega, oriundos posiblemente de las regiones de Vestlandet y Hålogaland, pero también desde las colonias nórdicas en Irlanda, Escocia, el norte de Inglaterra, las Shetland, las Orcadas y las Islas Feroe. Posiblemente también llegaron colonos desde otras regiones nórdicas, como Suecia y Dinamarca, pero en números considerablemente menores.
Los que llegaron desde las islas británicas quizás llevaban consigo esclavos y servidumbre de origen celta, como parecen demostrarlo algunos estudios genéticos en la población islandesa en el año 2000, realizados en el cromosoma Y (heredado entre varones), que sugieren que entre 20 y 25% de los islandeses tendrían antepasados irlandeses o celtas. Otro estudio de ADN mitocondrial (heredado solo de la madre) sugiere que las raíces genéticas de la mayoría de la población islandesa se encuentran principalmente en Escandinavia y las islas británicas, pero también cuentan con elementos sami y de pueblos de Europa Central.

## Asentamientos

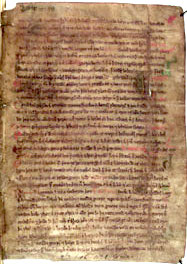
Página del manuscrito Landnámabók (Libro de los asentamientos) del Instituto Árni Magnússon, en Reikiavik.

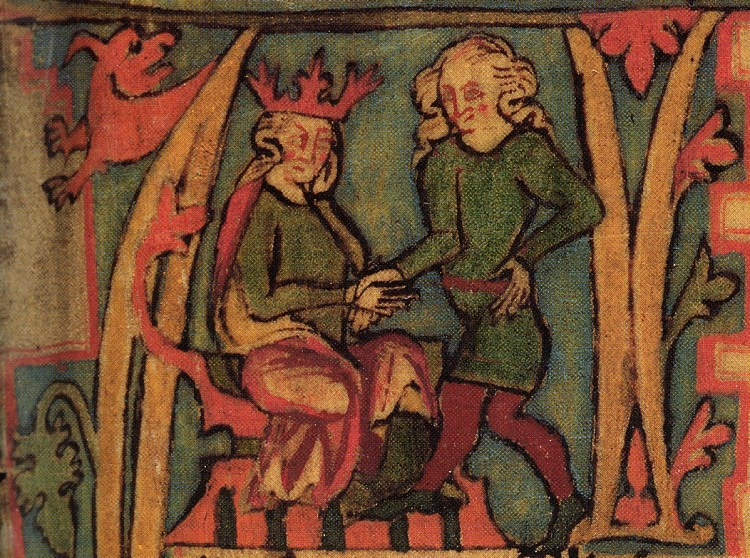
Harald I de Noruega hereda el trono de Noruega de su padre.

Los primeros jefes militares en llegar se adueñaron de la mayor parte de la tierra, que debieron repartir entre los colonos llegados posteriormente. El clima era más benigno, y además de tener ganado vacuno y ovino, los pobladores también subsistían de la pesca y la caza de ballenas y focas. El alimento era sin embargo limitado. 
En 1118 llegaron treinta y cinco barcos, de los cuales solo ocho de esos barcos pudieron regresar a Noruega. La tripulación de los veintisiete barcos restantes hubo de pasar el invierno en Islandia, lo que originó escasez entre los pobladores de la isla.
La inmigración en masa se explica con la sobrepoblación en Noruega, pero también por el descontento hacia la formación de un reino noruego unitario, que comenzó a forjarse con Harald I y que resultó en el debilitamiento de los poderes locales.
A principios del siglo X islandeses bajo el mando de Erik el Rojo descubrieron Groenlandia, convirtiéndose así en los primeros descubridores europeos de América. Más tarde, alrededor del año 1000, miembros de una expedición, liderada por Leif Eriksson (el hijo de Eric el Rojo) fueron los primeros europeos en América continental. Pero sus intentos por establecerse en el Nuevo Mundo fallaron. Más tarde llegaron a Islandia escoceses e irlandeses, con lo que la población islandesa alcanzó los 40.000 habitantes a mediados del siglo X.

## El Alþingi

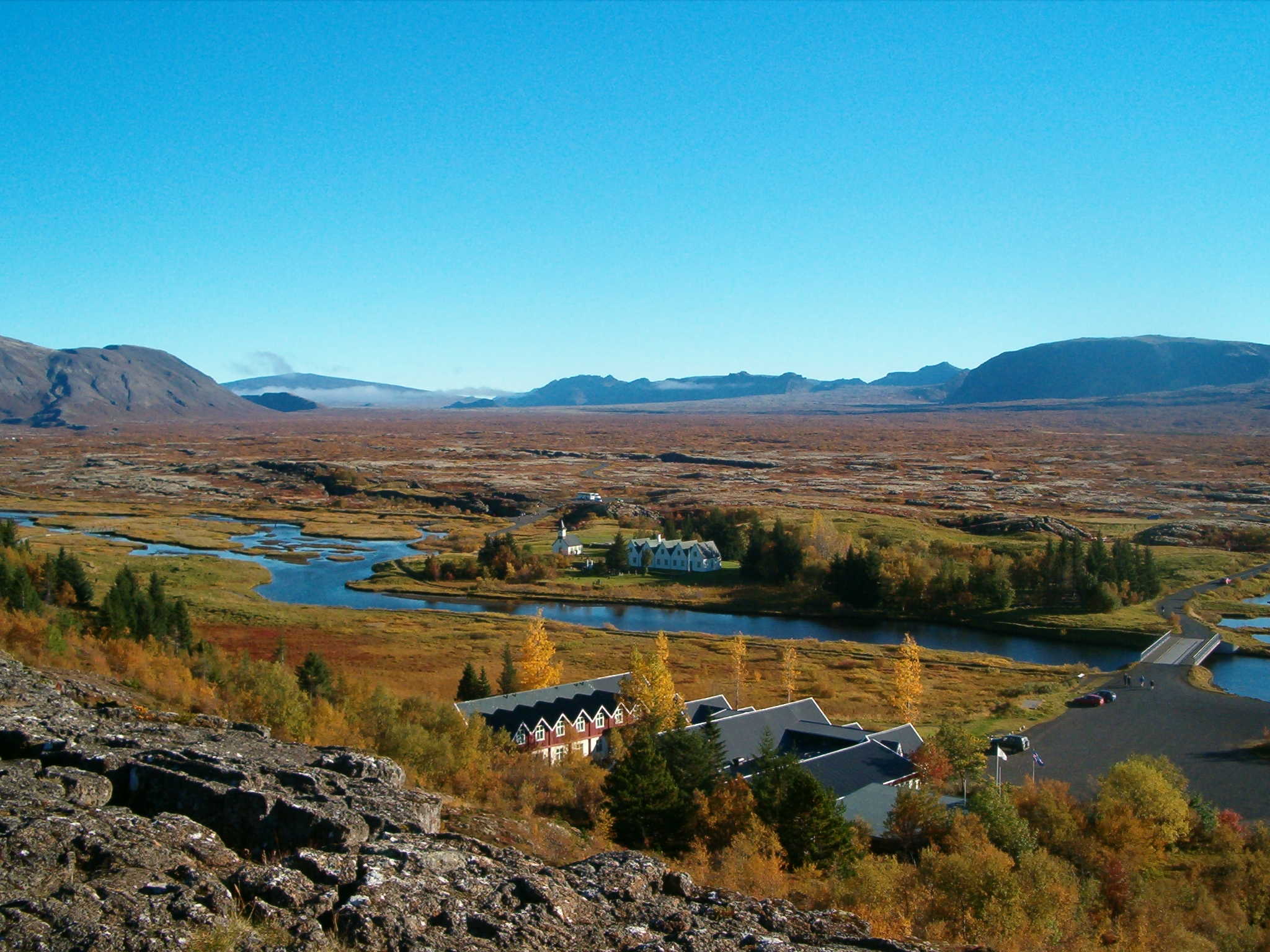
El Þingvellir, la sede del Alþingi.

Los recién llegados se organizaron en clanes y asambleas, en las que un propietario de tierra era aceptado como goði (el que organizaba los sacrificios a los dioses) y líder. El área de influencia de un goði era un goðorð. La independencia de los propietarios era grande y las decisiones comunes eran tomadas por una asamblea local. 
En 930 se reunieron en el área de Þingvellir representantes de todos los clanes en una gran asamblea común, que fue llamada Alþingi. Ahí se establecieron nuevas leyes, se resolvieron pugnas y se juzgó a los infractores. Las leyes no se escribían, sino que eran memorizadas por el lögsögumaður (intérprete de la ley).
Úlfljótr fue el primer logsogumaður, electo por un período de tres años. Previamente, Úlfljótr había viajado a Noruega para elaborar una ley común a toda Islandia, la Ley de Ulvljot, puesta en práctica en 930 y basada en la ley noruega del Gulating.

## Mancomunidad islandesa (930-1262)
La teórica independencia de los primitivos colonos noruegos les llevó a organizarse políticamente y a crear una especie de asamblea, el Althing, que fue instituida en el año 930, y es la primera organización de este tipo que, seguramente, ha funcionado en el mundo con un carácter nacional. En el siglo XI se produjo la cristianización de la isla, consolidándose a lo largo del siglo XII.

## Islandia bajo los reyes noruegos y daneses (1262-1944)
En 1264, Haakon IV de Noruega consiguió someterlos bajo su autoridad; aprovechando una fuerte crisis económica cambió a sus habitantes el suministro económico por la soberanía. Al ser nombrado rey de Dinamarca Olaf II, hijo de Haakon VI de Noruega y de la princesa danesa Margarita, Islandia pasó a ser una parte de dicho país. La Unión de Kalmar (1393) reafirmó los lazos de dependencia que la unían a Dinamarca. Islandia perdió sus derechos políticos, y se le impuso el luteranismo tras la muerte del obispo católico rebelde Jón Arason en 1550.
El siglo XVIII supuso un grave retroceso de la población: epidemias (viruela), erupciones volcánicas, hambre; esta última motivada en gran medida por la mala administración económica de la Compañía Danesa de Islandia, que controlaba el comercio de la isla.
El volcán Laki de Islandia hizo erupción en 1783, escupiendo 12,5 km³ de lava. Inundaciones, cenizas, humos siguieron a este desastre natural. Se contabilizaron 9000 personas desaparecidas y el 80 por ciento de los animales muertos. La hambruna subsiguiente mató a una cuarta parte de la población de Islandia. Este período es conocido como "La neblina de vida difíciles" (en islandés, móðuharðindin).

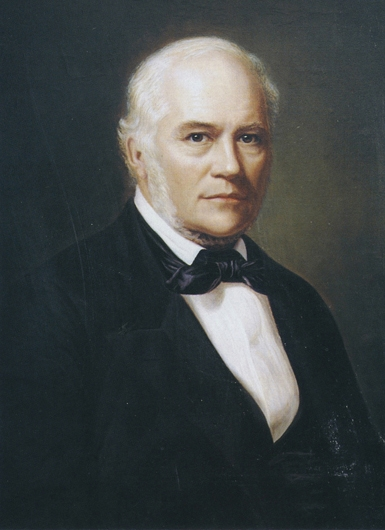
Retrato de Jón Sigurðsson por Þórarinn B. Þorláksson.

Hasta el siglo XIX la ocupación fue aceptada sin que por ello surgieran problemas considerables, pero en 1809 la actitud de la Compañía Danesa de Islandia y el hecho de que la monarquía, movida por un criterio absolutista, suspendiera el Althing, provocaron el primer intento de autonomía nacional. Los daneses consiguieron mantener su autoridad, pero el movimiento de independencia de Islandia ya estaba en marcha bajo el liderazgo de Jón Sigurðsson, hoy héroe nacional.
En 1814, por el tratado de Kiel, Islandia pasó a ser territorio danés y poco a poco fue recuperando a sus instituciones políticas. En 1843 Cristián VIII restableció la Asamblea Nacional con carácter de órgano consultivo y, en 1874, se llegó a la autonomía. A principio de los años 1880 se construyó el Alþingishúsið, la sede del Parlamento nacional. Este proceso culminó el 1 de diciembre de 1918, con la consecución de la autonomía política, con el Acta de Unión con Dinamarca.
Durante la Segunda Guerra Mundial, las tropas aliadas ocuparon la isla para prevenir una ocupación alemana.

## La República de Islandia

### Independencia y guerra fría

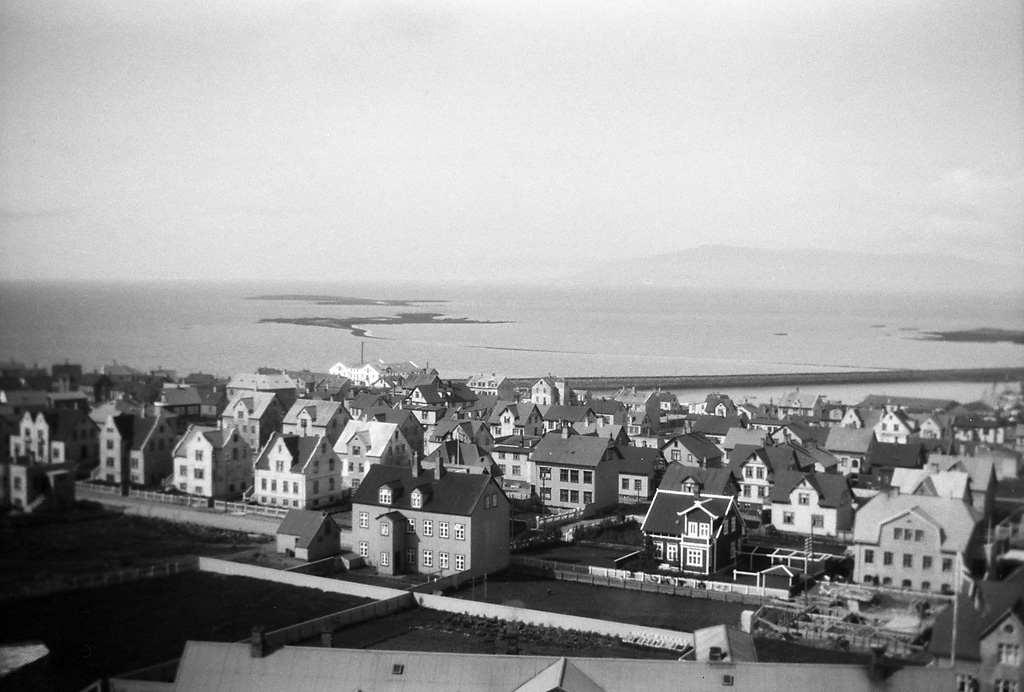
Vista de Reikiavik en 1930.

El 23 de mayo de 1944, Islandia declaró su independencia, y el 17 de junio de 1944 se proclamó república, con Sveinn Björnsson como presidente. Islandia ingresó en la OTAN y en el Consejo de Europa (1949), y en 1953 en el Consejo Nórdico. En 1951 Islandia cedió la base de Keflavík a las Fuerzas Armadas de los Estados Unidos de América, que permanecieron allí hasta 2006. 
Entre 1959 y 1979 estuvo en el poder de una coalición de los partidos de la Independencia y Social Demócrata. A partir de 1971 se turnaron una serie de coaliciones, algunas de vida efímera, que, pese a que aglutinaron a casi todas las fuerzas políticas del país, no pudieron resolver la grave crisis económica.
El desarrollo económico fue acompañado por la creación de un estado de bienestar inspirado en el modelo escandinavo, que promovió la elevación del nivel de vida y la regulación de las desigualdades. No obstante, seguía predominando una oligarquía: catorce familias -un grupo conocido como el "Pulpo"- constituían la élite económica y política del país. Dominaban todos los sectores de la economía: importaciones, transporte, banca, seguros, pesca y suministro a la base de la OTAN. Políticamente, esta oligarquía gobernó sobre el Partido de la Independencia (PI), que controlaba los medios de comunicación. También determinó los nombramientos de los altos funcionarios de la administración, la policía y el ejército. Los partidos dominantes (PI y Partido del Centro) gestionaban directamente los bancos locales de propiedad estatal, lo que hacía imposible obtener préstamos sin la aprobación del apparatchik local. Se generalizó así un sistema de relaciones clientelistas.

### Guerras del bacalao
Entre 1964 y 1976 se sucedieron una serie de conflictos con el Reino Unido, motivados por la ampliación de las aguas jurisdiccionales de Islandia (12 millas marinas en 1964, 50 en 1972 y 200 en 1975). Las llamadas guerras del bacalao provocaron una situación de guerra fría entre ambos países, que se resolvió finalmente a favor de Islandia.

### Década de 1980

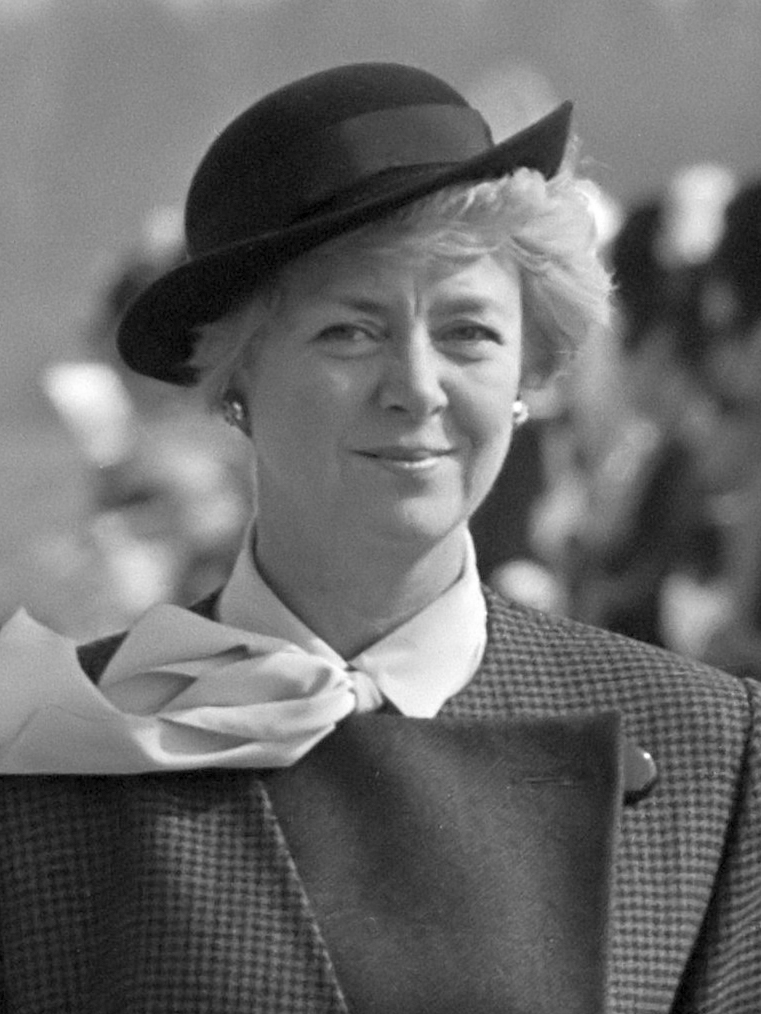
Vigdís Finnbogadóttir, la quinta Presidente de Islandia.

En junio de 1980 Islandia se convirtió en el primer país europeo en que una mujer, Vigdís Finnbogadóttir, ganó las elecciones presidenciales. En agosto de 1984, sin que se celebraran elecciones por falta de candidatos, Vigdís Finnbogadóttir volvió a ser nombrada presidente por otros cuatro años. 
Tras una campaña dominada por la presencia militar de los Estados Unidos en la isla y las denuncias de corrupción de funcionarios, el 25 de abril de 1987 los islandeses concurrieron a las urnas. La pérdida de votos de los partidos en el gobierno, el de la Independencia y el Progresista, se resolvió con un nuevo gabinete de coalición (julio) en el que se integraron los socialdemócratas, presidido por Þorsteinn Pálsson, líder del conservador Partido de la Independencia. 
En agosto de 1988, por discrepancias sobre la política económica, progresistas y socialdemócratas abandonaron la coalición y una vez más asumió el cargo de primer ministro (28 de septiembre) Steingrímur Hermannsson, líder del Partido Progresista, en coalición con los socialdemócratas y la Alianza del Pueblo. 
Con una inflación superior al 25% y el sector pesquero en graves dificultades, Hermansson mantuvo una política decididamente deflacionaria (tres devaluaciones de la corona en 1988, una más a principios de 1989) que minó su popularidad, pese a los resultados positivos.

### Gobiernos de centro derecha
En las elecciones de generales de 1991 (20 de abril) se produjo una clara recuperación del Partido de la Independencia, y su líder Davíð Oddsson, alcalde de Reikiavik, formó gobierno con el apoyo del Partido Popular. Esta coalición volvió a vencer en las elecciones de 1995. En las elecciones del 27 de junio de 1992, la presidente Vigdís Finnbogadóttir fue, como en 1988, única candidata, resultando elegida sin votación para un nuevo mandato. Sin embargo en las nuevas elecciones presidenciales de 1996, resultó derrotada por Ólafur Ragnar Grímsson, quien la sustituyó en la presidencia de la República. En 1999 Oddsson fue reelegido.
La economía se liberalizó tras la adhesión de Islandia al Espacio Económico Europeo en 1994, lo que exige la libre circulación de capitales, bienes, servicios y personas. El primer ministro Davíð Oddsson se ha embarcado en un programa de venta de activos estatales y desregulación del mercado laboral. Las desigualdades de ingresos y riqueza se han ampliado, agravadas por políticas fiscales desfavorables para la mitad más pobre de la población.

### Crisis financiera

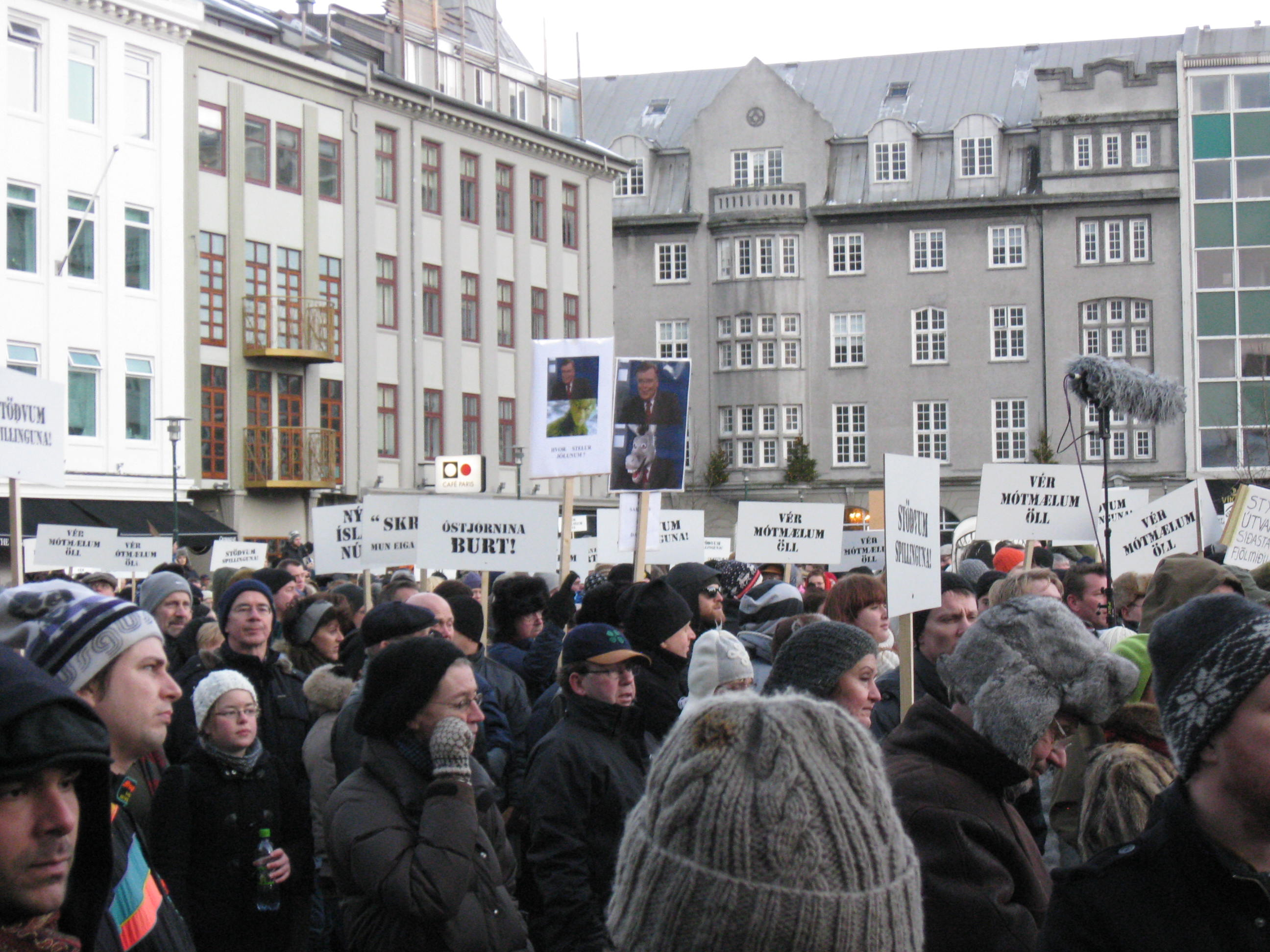
Manifestación en Reikiavik durante la crisis financiera de 2008.

Entre 2003 y 2007, Islandia transformó su economía, basada hasta entonces en la industria pesquera, y pasó a ser una nación que ofrecía sofisticados servicios financieros. Pero las alarmantes señales se multiplicaron rápidamente. El déficit en cuenta corriente del país aumentó del 5% del PIB en 2003 al 20% en 2006, uno de los niveles más altos del mundo. A principios de 2006, la agencia Fitch rebajó la calificación de Islandia de "estable" a "negativa". La corona islandesa perdió parte de su valor, en contraste con el valor de las deudas de los bancos, que aumentó. El mercado de valores se derrumbó y las quiebras aumentaron, lo que obligó al Estado a movilizar las finanzas públicas en beneficio del sector privado. El Banco Danske de Copenhague describió entonces a Islandia como una economía a punto de explotar.
En octubre de 2008, producto de la crisis financiera el sistema bancario islandés se derrumbó, obligando a Islandia a pedir grandes préstamos al FMI y a países amigos. Protestas generalizadas a fines de 2008 y 2009 dieron lugar a la dimisión del gobierno de Geir Haarde, que fue sustituido el 1 de febrero de 2009 por una coalición integrada por la Alianza Socialdemócrata y el Movimiento de Izquierda-Verde. La socialdemócrata Jóhanna Sigurðardóttir fue nombrada primer ministro, convirtiéndose en la primera mujer jefe de gobierno abiertamente lesbiana de la era moderna.
En las elecciones del 26 de abril de 2009, la coalición de socialdemócratas e izquierdas verdes obtuvo una contundente victoria, ganando 34 de los 63 escaños del parlamento y confirmando a Jóhanna Sigurðardóttir al mando del gobierno.